# Ireneusz Mączka
Ireneusz Mączka (ur. 25 czerwca 1933 w Gadowie w gminie Tuliszków) – polski działacz partyjny i państwowy, wojewoda koniński (1986–1990).

## Życiorys
W 1952 podjął pracę w Gromadzkiej Radzie Narodowej, następnie pracował w Prezydium Powiatowej Rady Narodowej w Koninie jako instruktor rolny i główny agronom. W latach 1961–1974 pełnił obowiązki sekretarza rolnego Komitetu Powiatowego PZPR, następnie był I sekretarzem KP (do 1975). W 1977 ukończył studia na Wydziale Prawa i Administracji Uniwersytetu im. Adama Mickiewicza. W latach 1975–1986 sprawował funkcję wicewojewody, a od 1986 wojewody konińskiego.
Odznaczony Krzyżem Oficerskim Orderu Odrodzenia Polski.